# Вольфганг Дене
Вольфганг Удо Дене (нім. Wolfgang Udo Dähne; 6 серпня 1921, Арнштадт — 11 листопада 1999) — німецький офіцер, оберлейтенант-цур-зее крігсмаріне.

## Біографія
1 грудня 1939 року вступив на флот. З 30 березня по 21 грудня 1942 року — вахтовий офіцер на підводному човні U-257. З 28 січня 1943 року — 1-й вахтовий офіцер на U-960. 8-15 листопада 1943 року пройшов курс керманича, з 16 листопада 1943 по 4 січня 1944 року — курс командира човна. З 5 січня 1944 по 5 травня 1945 року — командир U-349. В травні був взятий в полон британськими військами. 18 жовтня 1945 року звільнений.

## Звання
- Кандидат в офіцери (1 грудня 1939)
- Морський кадет (1 травня 1940)
- Фенріх-цур-зее (1 листопада 1940)
- Оберфенріх-цур-зее (1 листопада 1941)
- Лейтенант-цур-зее (1 квітня 1942)
- Оберлейтенант-цур-зее (1 грудня 1943)

## Нагороди
- Нагрудний знак мінних тральщиків (20 березня 1941)
- Нагрудний знак підводника (11 жовтня 1943)
- Залізний хрест 2-го класу (11 жовтня 1943)